# Chiesa del Calvario (Savoca)
La chiesa del Calvario è una chiesa di Savoca.

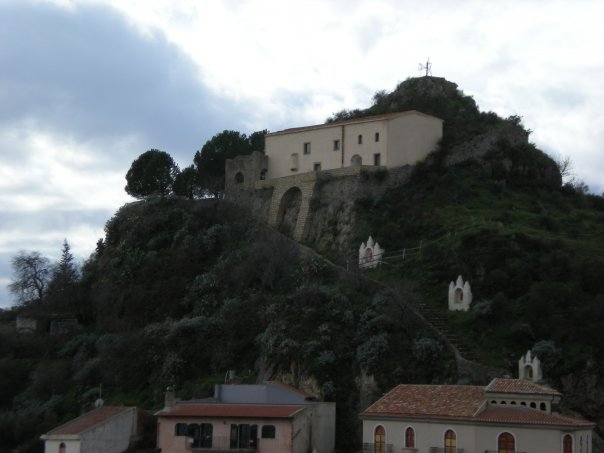
La chiesa del Calvario

La chiesa si erge sul colle del Calvario, proprio sopra il quartiere San Giovanni, in una posizione panoramica, dalla quale si scorgono l'Etna, tutto il centro storico di Savoca, il Mar Jonio, il Capo Sant'Alessio e l'abitato di 
Santa Teresa di Riva. Già prima dell'anno 1000 in questo sito esisteva un eremo ove dimoravano alcuni monaci basiliani provenienti dall'abazia della Chiesa dei Santi Pietro e Paolo d'Agrò. Ormai in rovina, nel 1735, venne dato ai Gesuiti che provvidero a restaurare la chiesa, dedicandola alla Beata Vergine dei Sette Dolori e della Santa Croce. Sempre nel 1735, i Gesuiti vi edificarono le stazioni della Via Crucis. Questa antica chiesa, nel corso dei secoli, è stata sempre legata ai riti della Settimana Santa. Ancora oggi, ogni anno, durante la Settimana Santa, ha luogo, in questo sito, una suggestiva rappresentazione della Passione di Cristo.
Innanzi alla chiesa, che è stata recentemente restaurata, ma è chiusa al culto, si trova un grande e pregevole arco di pietra, probabilmente a testimonianza di un'antica struttura.
Nel 1999, l'Arcidiocesi di Messina ha venduto questo antico manufatto al comune di Savoca che ha provveduto a ristrutturarlo.
Nel febbraio 2020, il consiglio comunale lo ha dato in concessione ad un'associazione culturale; il complesso ospiterà un centro di ricerche di storia e cultura locali.